# Cheated Love
Cheated Love è un film muto del 1921 diretto da King Baggot. È il remake di The Heart of a Jewess, un cortometraggio del 1913 basato su un soggetto di Lucien Hubbard e Doris Schroeder che prendeva spunto da un'idea di John Colton.

## Trama
Immigrata negli Stati Uniti, Sonya, una ragazza ebrea, lavora nel negozio di alimentari del padre. David Dahlman, un giovane operaio, si innamora di lei, ma Sonya ama Mischa, un medico arrivato da poco da Odessa che lei cerca di aiutare lavorando come attrice nel locale teatro yiddish. Mischa, però, la lascia per una ricca ereditiera. A causa della gelosia di Yazurka, una nota attrice polacca, Sonya non riesce ad avere una parte importante. Durante lo spettacolo, nel teatro scoppia una caldaia, provocando il panico tra il pubblico. Sonya, dal palcoscenico, riesce a calmare gli spettatori terrorizzati. Portata in salvo da David, che si trovava in sala, la ragazza accetta l'amore del giovane.

## Produzione
Il film fu prodotto dall'Universal Film Manufacturing Company.

## Distribuzione
Il copyright del film, richiesto dalla Universal Film Mfg. Co., fu registrato il 7 maggio 1921 con il numero LP16494.
Distribuito dall'Universal Film Manufacturing Company, il film uscì nelle sale cinematografiche USA il 16 maggio 1921. In Portogallo, dove venne distribuito il 6 gennaio 1922, prese il titolo Esposa Fingida.